# Acústico MTV: Kid Abelha
Acústico MTV: Kid Abelha é o terceiro álbum ao vivo e o primeiro em vídeo da banda brasileira Kid Abelha, lançado em CD e DVD em 2002 pela Universal Music.
Gravado no Pólo de Cine e Vídeo, Rio de Janeiro, nos dias 17 e 18 de setembro de 2002, o álbum é um apanhado geral da carreira da banda, incluindo desde grandes sucessos, como "No Seu Lugar", "Lágrimas e Chuva", "Grand'Hotel", "Amanhã é 23", "Fixação" e "Te Amo Pra Sempre", até canções recentes, como "Eu Contra a Noite", "Maio" e as inéditas "Nada Sei", "Meu Vício Agora" e "Gilmarley Song".
O álbum também se destaca pelas regravações de "Quero Te Encontrar", da dupla funk Claudinho & Buchecha (homenagem a Claudinho, falecido em junho do mesmo ano) e "Brasil", sucesso de Cazuza, além de uma versão intimista para "Os Outros", apenas com a líder Paula Toller e o pianista Humberto Barros no palco.
Destaque para as participações do cantor Lenine, na canção "Na Rua, Na Chuva, Na Fazenda (Casinha de Sapê)", e o músico Edgard Scandurra (Ira!), em "Como Eu Quero" e "Mudança de Comportamento".
O álbum foi o sétimo mais vendido do ano no Brasil, chegando ao disco duplo de platina (na época, mais de 500 mil cópias). Em 2020, a revista Rolling Stone Brasil o elegeu como um dos 11 melhores Acústicos MTV brasileiros de todos os tempos. Também foi o álbum mais vendido da série Acústico MTV, atingindo 2.000.000 cópias vendidas, superando o Acústico MTV: Titãs, antigo recordista, com 1.800.000 cópias vendidas.

## Faixas
| CD  |                                                                           |                                |         |  |
| N.º | Título                                                                    | Compositor(es)                 | Duração |  |
| 1.  | "Nada Sei"                                                                | George Israel, Paula Toller    | 3:26    |  |
| 2.  | "Eu Contra a Noite"                                                       | Israel, Toller                 | 3:27    |  |
| 3.  | "No Seu Lugar"                                                            | Israel, Toller, Lui Farias     | 3:39    |  |
| 4.  | "Quero Te Encontrar"                                                      | MC Buchecha                    | 3:11    |  |
| 5.  | "Lágrimas e Chuva"                                                        | Leoni, Bruno Fortunato, Israel | 4:14    |  |
| 6.  | "Maio"                                                                    | Israel, Toller                 | 2:57    |  |
| 7.  | "Na Rua, Na Chuva, Na Fazenda (Casinha de Sapê) (part. especial: Lenine)" | Hyldon                         | 3:17    |  |
| 8.  | "Eu Só Penso em Você"                                                     | Israel, Toller                 | 3:17    |  |
| 9.  | "Grand'Hotel"                                                             | Israel, Toller, Farias         | 4:00    |  |
| 10. | "Gilmarley Song"                                                          | Israel, Toller                 | 3:18    |  |
| 11. | "Brasil"                                                                  | Israel, Nilo Romero, Cazuza    | 3:24    |  |
| 12. | "Os Outros"                                                               | Leoni                          | 2:08    |  |
| 13. | "Amanhã é 23"                                                             | Israel, Toller                 | 3:33    |  |
| 14. | "Como Eu Quero (part. especial: Edgard Scandurra)"                        | Leoni, Toller                  | 3:03    |  |
| 15. | "Mudança de Comportamento (part. especial: Edgard Scandurra)"             | Edgard Scandurra               | 2:33    |  |
| 16. | "Eu Tive Um Sonho"                                                        | Israel, Toller                 | 3:17    |  |
| 17. | "Meu Vício Agora"                                                         | Israel, Toller                 | 3:14    |  |
| 18. | "Fixação"                                                                 | Carlos Beni, Leoni, Toller     | 3:04    |  |
| 19. | "Te Amo Pra Sempre / Tudo de Nós (faixa escondida)"                       | Israel, Toller                 | 7:48    |  |

| DVD |                                                                           |                                |         |  |
| N.º | Título                                                                    | Compositor(es)                 | Duração |  |
| 1.  | "Tudo de Nós"                                                             | George Israel, Paula Toller    |         |  |
| 2.  | "Lágrimas e Chuva"                                                        | Leoni, Bruno Fortunato, Israel |         |  |
| 3.  | "Eu Contra a Noite"                                                       | Israel, Toller                 |         |  |
| 4.  | "Nada Sei (Apneia)"                                                       | George Israel, Paula Toller    |         |  |
| 5.  | "Maio"                                                                    | Israel, Toller                 |         |  |
| 6.  | "Na Rua, Na Chuva, Na Fazenda (Casinha de Sapê) (part. especial: Lenine)" | Hyldon                         |         |  |
| 7.  | "Eu Só Penso em Você"                                                     | Israel, Toller                 |         |  |
| 8.  | "Grand'Hotel"                                                             | Israel, Toller, Farias         |         |  |
| 9.  | "Gilmarley Song"                                                          | Israel, Toller                 |         |  |
| 10. | "Brasil"                                                                  | Israel, Nilo Romero, Cazuza    |         |  |
| 11. | "Os Outros"                                                               | Leoni                          |         |  |
| 12. | "Amanhã é 23"                                                             | Israel, Toller                 |         |  |
| 13. | "Como Eu Quero (part. especial: Edgard Scandurra)"                        | Leoni, Toller                  |         |  |
| 14. | "Mudança de Comportamento (part. especial: Edgard Scandurra)"             | Edgard Scandurra               |         |  |
| 15. | "Eu Tive Um Sonho"                                                        | Israel, Toller                 |         |  |
| 16. | "Meu Vício Agora"                                                         | Israel, Toller                 |         |  |
| 17. | "Quero Te Encontrar"                                                      | MC Buchecha                    |         |  |
| 18. | "No Seu Lugar"                                                            | Israel, Toller, Lui Farias     |         |  |
| 19. | "Fixação"                                                                 | Carlos Beni, Leoni, Toller     |         |  |
| 20. | "Te Amo Pra Sempre"                                                       | Israel, Toller                 |         |  |
| 21. | "Pintura Íntima"                                                          | Leoni, Toller                  |         |  |

| Extras (DVD) |                                        |                    |         |  |
| N.º          | Título                                 | Compositor(es)     | Duração |  |
| 22.          | "Baba"                                 | Kelly Key, Andinho |         |  |
| 23.          | "Making of"                            |                    |         |  |
| 24.          | "Menu interativo: Discografia e fotos" |                    |         |  |

## Formação

### Kid Abelha
- Paula Toller: voz
- George Israel: violão, dobro, bandolim, sax-tenor e alto, escaleta, voz e vocais
- Bruno Fortunato: violões e bandolim

### Banda
- Humberto Barros: piano, acordeom, Hammond organ, piano Wurlitzer e vocais
- Kadu Menezes: bateria e percussão
- Rodrigo Santos: baixo e vocais
- Jefferson Victor: trompete e percussão
- Ramiro Musotto: percussão
- Nani Dias: violão
- Rodrigo Sha: sax-tenor em "Brasil"
- Bidu: trombone em "Brasil"

### Participações especiais
- Lenine: voz em "Na Rua, Na Chuva, Na Fazenda"
- Edgard Scandurra: voz e violão em "Como Eu Quero" e "Mudança de Comportamento"

## Recepção comercial

### Desempenho nas paradas
| Top (2008) | Melhor posição |
| ---------- | -------------- |
| Brasil     | 1              |

| Pais          | Certificação | Vendas    |
| ------------- | ------------ | --------- |
| Brasil - ABPD | Diamante     | 1.250.000 |